# Alex Webster

Alex Webster (n.25 octombrie 1969, Akron, New York) este basistul trupei americane de death metal, Cannibal Corpse. Este unul dintre cei doi membri actuali care au făcut parte din componența trupei la fondarea acesteia. Celălalt membru este Paul Mazurkiewicz.